# Club Baloncesto Pla de Na Tesa
O Club Baloncesto Pla de Na Tesa também conhecido por Opentach Bàsquet Pla é um clube profissional de basquetebol situado na cidade de Marratxí, Comunidade das Ilhas Baleares, Espanha que atualmente disputa a LEB Prata

## Temporada por Temporada
| Temporada | Nivel | Divisão    | Pos. | Pós Temporada            | TR    | PL  |
| --------- | ----- | ---------- | ---- | ------------------------ | ----- | --- |
| 2005–06   | 5     | 1ª Divisão | 4    | –                        | 15–11 | –   |
| 2006–07   | 5     | 1ª Divisão | 12   | Playoffs de Rebaixamento | 8–18  | 3–0 |
| 2007–08   | 6     | 1ª Divisão | 6    | –                        | 15–11 | –   |
| 2008–09   | 6     | 1ª Divisão | 3    | Playoffs de Ascensão     | 12–8  | 2–1 |
| 2009–10   | 5     | 1ª Divisão | 1    | Promovido                | 12–8  | 3–0 |
| 2010–11   | 5     | 1ª Divisão | 1    | Promovido                | 17–3  | –   |
| 2011–12   | 4     | Liga EBA   | 4    | Semifinalista15º         | 13–9  | 0–2 |
| 2012–13   | 4     | Liga EBA   | 5    | –                        | 17–13 | –   |
| 2013–14   | 4     | Liga EBA   | 1    | Promovido3º              | 10–2  | 2–1 |
| 2014–15   | 3     | LEB Prata  | 14   | Rebaixado                | 7-21  | -   |
| 2015-16   | 5     | 1ª divisão | 2    | –                        | 17–3  | –   |
| 2016-17   | 6     | Autonômica | 4    | –                        | 12–6  | –   |
| 2017-18   | 6     | Autonômica |      | –                        |       | –   |